# Cầu diệp gần
Cầu diệp gần hay lan lọng hoa đơn (danh pháp hai phần: Bulbophyllum affine) là một loài phong lan thuộc chi Bulbophyllum. Loài này có mặt tại Việt Nam.